# Campomanesia anemonea
Campomanesia anemonea är en myrtenväxtart som beskrevs av Leslie Roger Landrum. Campomanesia anemonea ingår i släktet Campomanesia och familjen myrtenväxter. Inga underarter finns listade i Catalogue of Life.